# Melvin Ingram
Melvin Ingram (ur. 26 kwietnia 1989 w Hamlet, w stanie Karolina Północna) – amerykański zawodnik futbolu amerykańskiego, występujący na pozycji linebackera. W 2012 roku zawodnik został wybrany z numerem 18. w drafcie przez San Diego Chargers, grającego w lidze NFL.

## Szkoła średnia
Ingram uczęszczał do Rockingham (NC) Richmond w Karolinie Północnej. Występował w jej drużynie futbolowej. W ostatnim roku występów zanotował 87 zatrzymań i 2,5 sacka.

## College
Zawodnik uczęszczał do University of South Carolina od 2008 do 2011 roku.

## NFL

### Draft
| Wzrost             | Waga   | Zasięg ramion | Sprint na 40 jardów | Międzyczas sprintu na 10 jardzie | Międzyczas sprintu na 20 jardzie | Bieg wahadłowy | 3 stożki | Pionowy skok | Skok w dal | Wyciskanie sztangi |
| ------------------ | ------ | ------------- | ------------------- | -------------------------------- | -------------------------------- | -------------- | -------- | ------------ | ---------- | ------------------ |
| 185 cm             | 120 kg |               | 4,73 s              |                                  |                                  | 4,18 s         | 6,83 s   | 88 cm        | 2,77 m     | 28 powtórzeń       |
| Dane z NFL Combine |        |               |                     |                                  |                                  |                |          |              |            |                    |

W NFL Combine zawodnik miał jedne z najlepszych wyników w sprincie na 40 jardów i w trzech stożkach. Ingram został wybrany w pierwszej rundzie (18 wybór) draftu NFL w roku 2012 przez zespół San Diego Chargers.